# Hans Stadelmann (Politiker)

Hans Stadelmann (1971)

Hans Stadelmann, auch Stadelmann-Wicki (* 3. Februar 1918 in Escholzmatt; † 27. März 2011 ebenda; heimatberechtigt in Escholzmatt), war ein Schweizer Politiker (CVP).

## Biografie
Hans Stadelmann, Sohn des Luzerner Grossrats und Oberrichters Franz Josef Stadelmann und der Hermine geborene Huber, widmete sich nach abgelegter Matura einem Studium der Rechtswissenschaften an den Universitäten Freiburg und Lausanne, das er mit dem Erwerb des akademischen Grades eines Dr. iur. abschloss.
Seine berufliche Laufbahn begann Hans Stadelmann 1945 als Amtsschreiber, vier Jahre später wurde er vom Volk zum Amtsstatthalter und 1963 vom Luzerner Grossrat zum Oberrichter gewählt. Nach 1981 war Stadelmann Ersatzmitglied des Obergerichts.
Zusätzlich war Stadelmann Redaktor für den Entlebucher Anzeiger, Kirchgemeindepräsident in Escholzmatt, von 1946 bis 1988 Mitglied des Verwaltungsrates der Raiffeisenbank Escholzmatt, davon ab 1960 als Präsident, von 1953 bis 1977 Mitglied des Vorstandes des damaligen Raiffeisenverbandes Luzern, Ob- und Nidwalden, davon 1953 bis 1968 als Aktuar und ab 1968 als Präsident, sowie Verwaltungsratspräsident der Druckerei Schüpfheim AG.
Hans Stadelmann war Mitglied der Konservativ-Christlichsozialen Volkspartei (ab 1970 CVP bis 2020) und vertrat seine Partei von 1955 bis 1963 im Luzerner Grossrat sowie von 1971 bis 1975 im Nationalrat.
Hans Stadelmann heiratete 1953 Marie Wicki, geborene Birrer. Er starb am 27. März 2011 93-jährig in seiner Heimatgemeinde Escholzmatt.